# Theridion isorium
Theridion isorium är en spindelart som beskrevs av Claude Lévi 1963. Theridion isorium ingår i släktet Theridion och familjen klotspindlar.
Artens utbredningsområde är Peru. Inga underarter finns listade i Catalogue of Life.